# Herb Tanzanii

Herb Tanzanii

Herb Tanzanii ma kształt tradycyjnej tarczy wojowników.
Tarcza herbowa podzielona jest na cztery części. W górnej części na złotym tle znajduje się pochodnia symbolizująca wolność oraz wiedzę. Poniżej umieszczono flagę Tanzanii. W trzeciej części, na czerwonym tle, symbolizującym żyzne gleby, znajdują się narzędzia wykorzystywane przez miejscową ludność. Na środku jest włócznia symbolizująca obronę. Na dole znajdują się fale reprezentujące morze oraz jeziora Tanzanii. Tarcza umieszczona jest na górze Kilimandżaro, a wokół niej znajdują się ciosy słonia. Całość podtrzymywana jest przez mężczyznę i kobietę, co symbolizuje współpracę. Na dole, umieszczono wstęgę z mottem narodowym – Uhuru na Umoja (co w języku suahili oznacza Wolność i jedność).